# Veli Saarinen
Veli Selim Saarinen (ur. 16 września 1902 w Martinsaari, zm. 12 października 1969 w Helsinkach) – fiński biegacz narciarski, dwukrotny medalista olimpijski oraz sześciokrotny medalista mistrzostw świata.

## Kariera
Jego olimpijskim debiutem były igrzyska w Sankt Moritz w 1928 roku. W swoim jedynym starcie na tych igrzyskach, w biegu na 18 km techniką klasyczną zajął czwarte miejsce, przegrywając walkę o brązowy medal z Reidarem Ødegaardem z Norwegii. Cztery lata później, podczas igrzysk olimpijskich w Lake Placid został mistrzem olimpijskim w biegu na 50 km. Saarinen został tym samym pierwszym Finem, który zdobył złoto olimpijskie w biegach narciarskich. Na tych samych igrzyskach wywalczył brązowy medal w biegu na 18 km stylem klasycznym, ulegając jedynie dwóm Szwedom: zwycięzcy Svenowi Utterströmowi i drugiemu na mecie Axelowi Wikströmowi.
W 1926 roku wystartował na mistrzostwach świata w Lahti. Zdobył tam brązowy medal w biegu na 30 km, w którym wyprzedzili go jedynie dwaj rodacy: Matti Raivio i Tauno Lappalainen. W swoim drugim występie zajął 9. miejsce w biegu na 50 km. Trzy lata później, podczas mistrzostw świata w Zakopanem zdobył złoty medal w biegu na 18 km, a na dystansie 50 km uplasował się na drugiej pozycji, za swoim rodakiem Anselmem Knuuttilą. Mistrzostwa świata w Oslo był pierwszymi i jedynymi, z których nie przywiózł żadnego medalu. Zajął tam bowiem piąte miejsce w biegu na 18 km, a na dystansie 50 km był szósty. Startował także na mistrzostwach świata w Innsbrucku, gdzie wywalczył złoto w biegu na 50 km, a w biegu na 18 km zajął czwarte miejsce, ulegając innemu reprezentantowi Finlandii Väinö Liikkanenowi w walce o brązowy medal. Mistrzostwa świata w Sollefteå były ostatnimi w jego karierze. Wspólnie z Sulo Nurmelą, Klaesem Karppinenem i Marttim Lappalainenem zdobył złoty medal w sztafecie 4 × 10 km. Wywalczył także srebrny medal w biegu na 18 km, w którym lepszy był tylko jego kolega z reprezentacji Sulo Nurmela.
Ponadto Saarinen był dwukrotnie mistrzem Finlandii w biegu na 50 km: w 1930 i 1931 roku. Wygrał także bieg na 50 km podczas zawodów Salpausselän Kisat, w latach 1931 i 1933 oraz bieg na 30 km w 1927 roku.
Karierę zawodniczą zakończył w 1934 r. Rozpoczął pracę jako trener, trenował między innymi olimpijską reprezentację III Rzeszy, a w latach 1937–1968 Saarinen był głównym trenerem reprezentacji Finlandii.

## Osiągnięcia

### Igrzyska olimpijskie
| Miejsce | Dzień     | Rok  | Miejscowość  | Konkurencja             | Wynik     | Strata    | Zwycięzca            |
| ------- | --------- | ---- | ------------ | ----------------------- | --------- | --------- | -------------------- |
| 4.      | 17 lutego | 1928 | Sankt Moritz | 18 km stylem klasycznym | 1:37:01 h | +3:56 min | Johan Grøttumsbråten |
| 3.      | 10 lutego | 1932 | Lake Placid  | 18 km stylem klasycznym | 1:23:07 h | +2:17 min | Sven Utterström      |
| 1.      | 13 lutego | 1932 | Lake Placid  | 50 km stylem klasycznym | 4:28:00 h | -         | -                    |

### Mistrzostwa świata
| Miejsce | Dzień     | Rok  | Miejscowość | Konkurencja             | Czas biegu | Strata     | Zwycięzca         |
| ------- | --------- | ---- | ----------- | ----------------------- | ---------- | ---------- | ----------------- |
| 3.      | 4 lutego  | 1926 | Lahti       | 30 km stylem klasycznym | 2:20.55 h  | +6:39 min  | Matti Raivio      |
| 9.      | 6 lutego  | 1926 | Lahti       | 50 km stylem klasycznym | 4:18.18 h  | ?          | Matti Raivio      |
| 1.      | 7 lutego  | 1929 | Zakopane    | 18 km stylem klasycznym | 1:20.03 h  | -          | -                 |
| 2.      | 9 lutego  | 1929 | Zakopane    | 50 km stylem klasycznym | 3:50.01 h  | +2:22 min  | Anselm Knuuttila  |
| 5.      | 28 lutego | 1930 | Oslo        | 17 km stylem klasycznym | 1:19.58 h  | +1:32 min  | Arne Rustadstuen  |
| 6.      | 1 marca   | 1930 | Oslo        | 50 km stylem klasycznym | 3:53.14 h  | +12:10 min | Sven Utterström   |
| 4.      | 10 lutego | 1933 | Innsbruck   | 18 km stylem klasycznym | 1:02.11 h  | +58 s      | Nils-Joel Englund |
| 1.      | 12 lutego | 1933 | Innsbruck   | 50 km stylem klasycznym | 4:13.49 h  | -          | -                 |
| 2.      | 22 lutego | 1934 | Sollefteå   | 18 km stylem klasycznym | 1:04.29 h  | +1:06 min  | Sulo Nurmela      |
| 1.      | 25 lutego | 1934 | Sollefteå   | Sztafeta 4 × 10 km      | 2:40.28 h  | -          | -                 |